# Peter Blegvad
Peter Blegvad (* 14. srpna 1951 New York City, New York, USA)
je americký zpěvák a kytarista.
Narodil se v USA a v roce 1965 se s rodinou přestěhoval do Anglie.
V letech 1972–1975 byl členem skupiny Slapp Happy a účastnil se i jejích reunionů v letech 1982, 1997 a 2000. V roce 1975 byl krátce členem skupiny Henry Cow. Koncem osmdesátých let hrál se skupinou The Lodge. Spolupracoval s mnoha dalšími hudebníky, mezi které patří i National Health (Of Queues and Cures, 1978), John Zorn (Locus Solus, 1983), John Greaves (Unearthed, 1995), Andy Partridge (Orpheus – The Lowdown, 2003) nebo Chris Cutler.

## Sólová diskografie
- The Naked Shakespeare (1983)
- Knights Like This (1985)
- Downtime (1988)
- King Strut & Other Stories (1990)
- Just Woke Up (1995)
- Hangman's Hill (1998)
- Choices Under Pressure (2001)